# Gerrit Moele

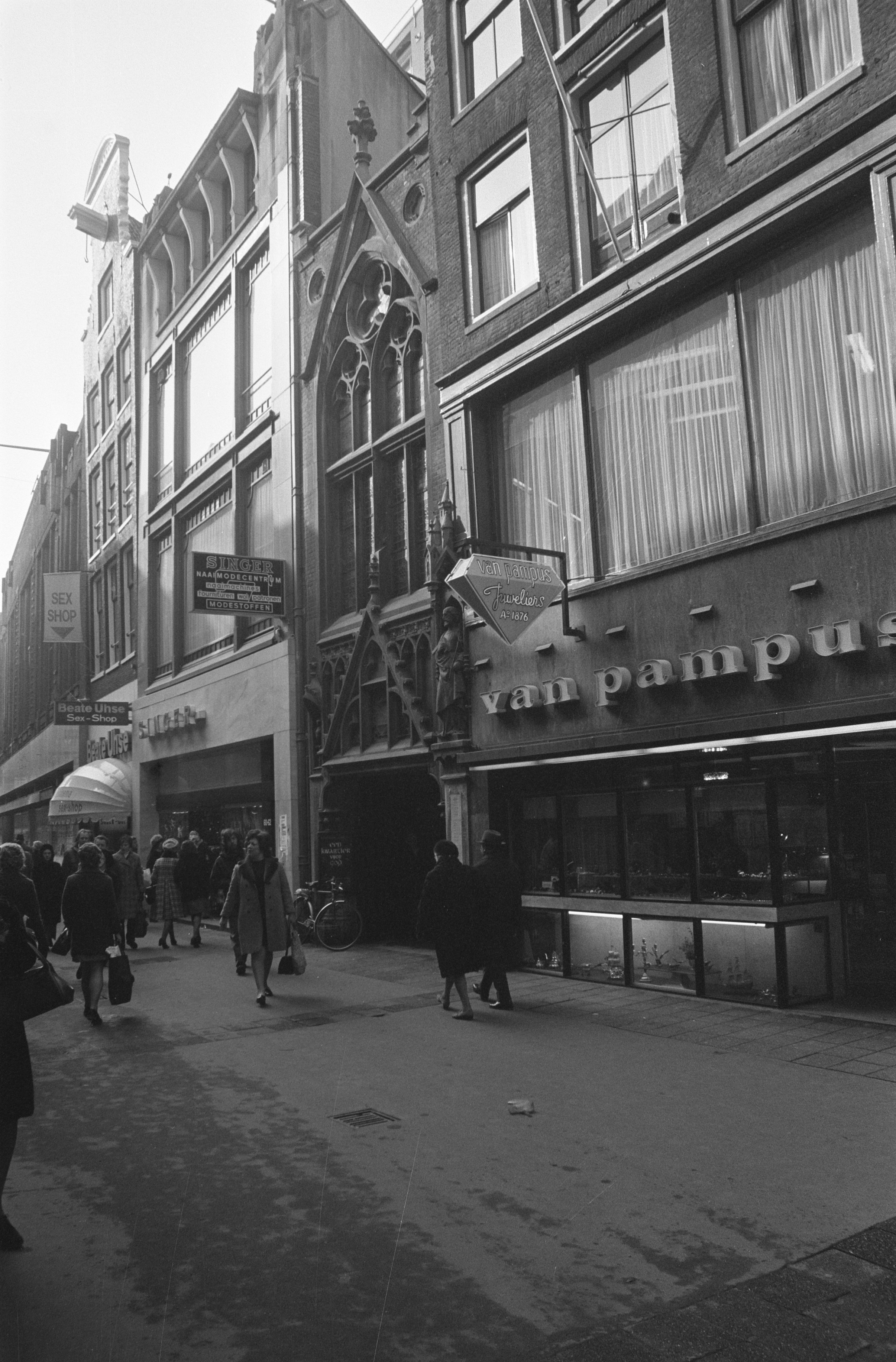
Ingang van De Papegaai aan de Kalverstraat in Amsterdam

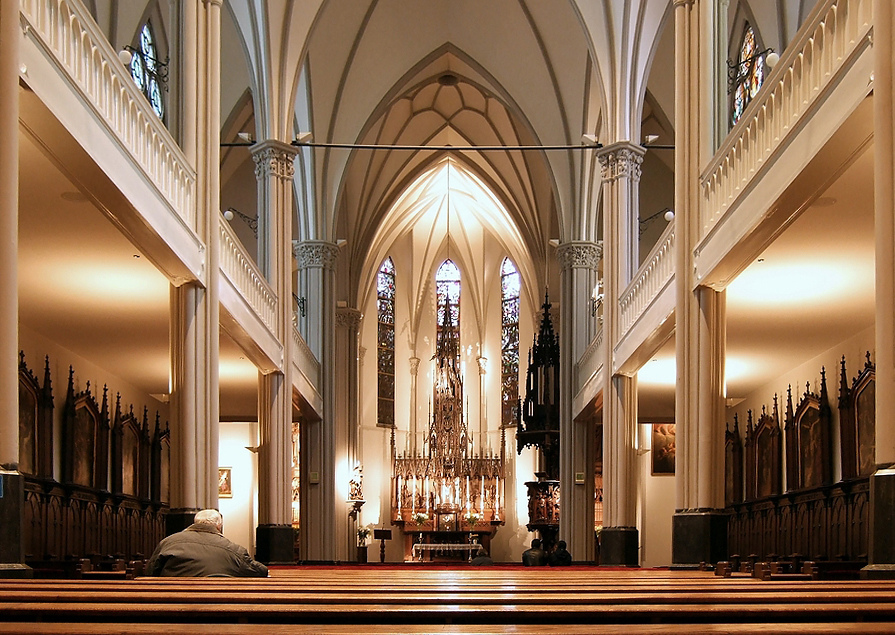
Interieur van De Papegaai, gezien vanuit het schip naar het koor

Gerrit Moele jr. (Amsterdam 29 juli 1796 - Amsterdam 2 december 1857) was een Nederlandse bouwmeester van Lutherse huize.
Hij was de zoon van de uit Kirchhatten in het Duitse hertogdom Oldenburg afkomstige metselaar Gerrit Alard Moele (1762?-1837) en de uit Hattem afkomstige metselaarsdochter Alida Margaretha Meyer (1767-1841). Op 1 juni 1827 huwde hij in Amsterdam Catharina Fredrika Hensken (1804-1879).
In het Amsterdamse stadsarchief bevindt zich een portret van Moele van de hand van Jan Cornelis van Rossum uit 1840.

## Loopbaan
Moele begon in 1816 in Amsterdam zijn loopbaan als bouwkundige en bleef daar tot zijn dood werkzaam; hij betitelde zichzelf afwisselend als timmerman en metselaar. Ook als makelaar trad hij op. In elk geval de laatste twintig jaar van zijn leven woonde hij aan de Kromme Waal en Oude Waal.
In 1842 behoorde hij met de Amsterdame makelaar en timmerman Johannes van Straaten (1781-1858) tot de initiatiefnemers tot de oprichting van de Maatschappij tot Bevordering der Bouwkunst.

## Werk
Moele was uitsluitend werkzaam in Amsterdam. In 1823 was hij samen met collega-aannemer Willem Springer betrokken bij de herbouw van de uitgebrande classicistische Ronde Lutherse Kerk naar ontwerp van stadsarchitect Jan de Greef. In het kader van de prijsvraag die daaraan voorafging, had ook Moele een bouwplan ingediend. Weinig later ontwierp hij zes van de pakhuizen die tussen 1827 en 1830 op het Entrepotdok werden gebouwd.
In 1844 trad hij op als aannemer van de nieuwe kap voor het Bushuis aan het Singel, naast de huidige Universiteitsbibliotheek. In 1847 deed hij een vergeefse poging om toestemming te krijgen voor het volbouwen van het open terrein tussen de nieuwe Beurs van Zocher en het zogeheten Commandantshuis op de Dam.

## De Papegaai
Moeles hoofdwerk vormde de nieuwe katholieke kerk De Papegaai (1848-1849) aan de Kalverstraat, de eerste katholieke neogotische kerk van de stad, en na de voorgevel van de Engelse Episcopale Kerk (1827) het eerste voorbeeld van deze bouwstijl in de Amsterdame kerkbouw.
De Papegaai is een van de belangrijkste kerken in stucadoorsgotiek, waarbij de gewelven niet daadwerkelijk in steen opgemetseld werden, maar met behulp van latten en stuc werden geïmiteerd. Het interieur was duidelijk gebaseerd op ontwerpen die de Pruisische architect Karl Friedrich Schinkel in zijn Sammlung architektonischer Entwürfe (1819-1840) had gepubliceerd.